# P74 (Letland)
De P74 is een regionale weg in Letland. De weg loopt van Siliņi naar Aknīste en is 22,9 kilometer lang.
P1 · 
P2 · 
P3 · 
P4 · 
P5 · 
P6 · 
P7 · 
P8 · 
P9 · 
P10 · 
P11 · 
P12 · 
P13 · 
P14 · 
P15 · 
P16 · 
P17 · 
P18 · 
P19 · 
P20 · 
P21 · 
P22 · 
P23 · 
P24 · 
P25 · 
P26 · 
P27 · 
P28 · 
P29 · 
P30 · 
P31 · 
P32 · 
P33 · 
P34 · 
P35 · 
P36 · 
P37 · 
P38 · 
P39 · 
P40 · 
P41 · 
P42 · 
P43 · 
P44 · 
P45 · 
P46 · 
P47 · 
P48 · 
P49 · 
P50 · 
P51 · 
P52 · 
P54 · 
P55 · 
P56 · 
P57 · 
P58 · 
P59 · 
P60 · 
P61 · 
P62 · 
P63 · 
P64 · 
P65 · 
P66 · 
P67 · 
P68 · 
P69 · 
P70 · 
P71 · 
P72 · 
P73 · 
P74 · 
P75 · 
P76 · 
P77 · 
P78 · 
P79 · 
P80 · 
P81 · 
P82 · 
P83 · 
P84 · 
P85 · 
P86 · 
P87 · 
P88 · 
P89 · 
P90 · 
P91 · 
P92 · 
P93 · 
P94 · 
P95 · 
P96 · 
P97 · 
P98 · 
P99 · 
P100 · 
P101 · 
P102 · 
P103 · 
P104 · 
P105 · 
P106 · 
P107 · 
P108 · 
P109 · 
P110 · 
P111 · 
P112 · 
P113 · 
P114 · 
P115 · 
P116 · 
P117 · 
P118 · 
P119 · 
P120 · 
P121 · 
P122 · 
P123 · 
P124 · 
P125 · 
P126 · 
P127 · 
P128 · 
P129 · 
P130 · 
P131 · 
P132 · 
P133 · 
P134 · 
P135 · 
P136